# Timor Gap

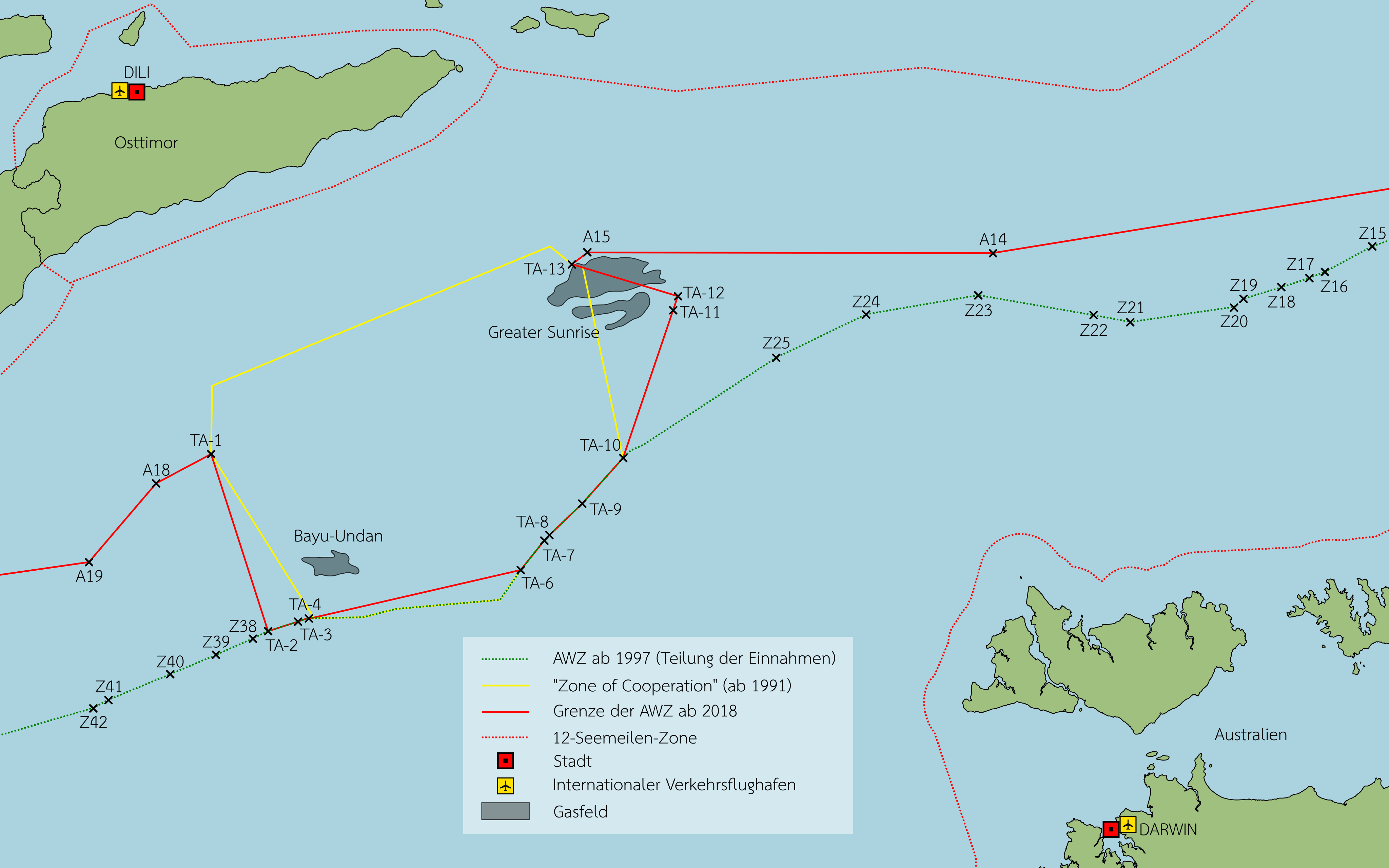
Grenzen und Erdöl/Erdgasfelder im Timor Gap

Der Timor Gap (deutsch Timorlücke) ist eine ehemals umstrittene Region in der Timorsee zwischen den Staaten Osttimor im Norden und Australien im Süden.

## Hintergrund
1972 legten Australien und Indonesien ihre Seegrenze in der Timor- und der Arafurasee fest. Nicht geklärt blieb der Verlauf der Seegrenze zwischen den Punkten A16 (9° 28′ 0″ S, 127° 56′ 0″ O) und A17 (10° 28′ 0″ S, 126° 0′ 0″ O), da Australiens nördlicher Nachbar hier die Kolonie Portugiesisch-Timor war.
1975 besetzte Indonesien die bisherige portugiesische Kolonie und schloss 1989 mit dem Timor Gap Treaty mit Australien einen Vertrag über die Grenzziehung in diesem Bereich. Mit Unabhängigkeit Osttimors 2002 wurde erneut die Frage nach der Festlegung der Grenze gestellt. 2007 wurde mit der Ratifizierung des CMATS-Vertrags ein 50 Jahre-Moratorium über die Grenzfrage und eine gemeinsame Nutzung der Bodenschätze vereinbart. 2013 klagte Osttimor vor dem Ständigen Schiedsgerichtshof in Den Haag auf Auflösung der Verträge, nachdem ein Spionageakt durch Australien aufgedeckt wurde. Die Fördergenehmigung wurde am 17. Juli 2015 von Australien und Osttimor aufgehoben.
2018 wurde ein neuer Vertrag zwischen Australien und Osttimor geschlossen, der 2019 in Kraft trat. Die Seegrenze zwischen den beiden Staaten verläuft seitdem entlang der Mittellinie.